# Lombar
Lombar (persiska: لمبر, لِمير) är en ort i Iran.   Den ligger i provinsen Ardabil, i den nordvästra delen av landet, 400 km nordväst om huvudstaden Teheran. Lombar ligger 1 053 meter över havet och antalet invånare är 562.
Terrängen runt Lombar är kuperad åt sydost, men åt nordväst är den platt.Runt Lombar är det ganska tätbefolkat, med 56 invånare per kvadratkilometer. Närmaste större samhälle är Lārī, 7,0 km sydväst om Lombar. Trakten runt Lombar består i huvudsak av gräsmarker.